# Pujaut
Pujaut  (en occitano Pueg Aut, Pijau o Pijaut ) es una comuna francesa situada en el departamento de Gard, en la región Occitania.

## Demografía
| 1962 | 1968 | 1975 | 1982 | 1990 | 1999 | 2007 | 2018 |
| --- | ---- | ---- | ---- | ---- | ---- | ---- | ---- |
| 1083 | 1219 | 1533 | 2465 | 2911 | 3242 | 4009 | 4028 |
| Para los censos de 1962 a 2007 la población legal corresponde a la de población sin duplicidades, según define el INSEE |      |      |      |      |      |      |      |